# Paul Demasy
Paul Demasy (né Léopold-Benoît-Joseph Paulus à Liège le 21 mars 1884 et mort à Neuilly-sur-Seine le 30 janvier 1974) est un dramaturge belge francophone.

## Biographie
Léopold Paulus est fils de petits commerçants belges.  Il est élève des jésuites de Liége. Il arrive à Paris en 1906. Il joue du piano dans les brasseries.
Il écrit une quarantaine de pièces. 
Après la libération il est condamné à 3 ans de prison pour collaboration.

## Principales œuvres
Théâtre
- La Tragédie d'Alexandre, 1919,  pièce en 10 tableaux, reprise à la Comédie française en 1931[2]
- La tragédie du docteur Faust, 1920 , pièce en 3 actes[3], créée au Théâtre de la Porte Saint-Martin (l'Irrégulier)
- Jésus de Nazareth, 1924, pièce en 3 actes et 8 tableaux, reprise au Palais de Chaillot en 1939[4]
- La Cavalière Elsa, tragédie en 4 actes et 6 tableaux, créée au Studio des Champs-Elysées le 3 juin 1925[5]
- Dalilah, 1926, pièce en 3 actes créée à l'Odéon[6]
- Milmort, 1933, pièce en 4 actes, créée au Théâtre de l'Œuvre[7]
- Panurge, 1935
- Midi à quatorze heures, 1937
- L'Homme de nuit,  pièce en 4 actes , création le 20 janvier 1939, au Théâtre de l'Œuvre[8]
- Materna, 1959
- Vannina ou la Survivante, 1959
- L'Indésirable, 1964